# Cleistocactus candelilla
Cleistocactus candelilla es una especie de planta suculenta perteneciente al género Cleistocactus, dentro de la familia Cactaceae. Es endémica de Bolivia. 

## Descripción

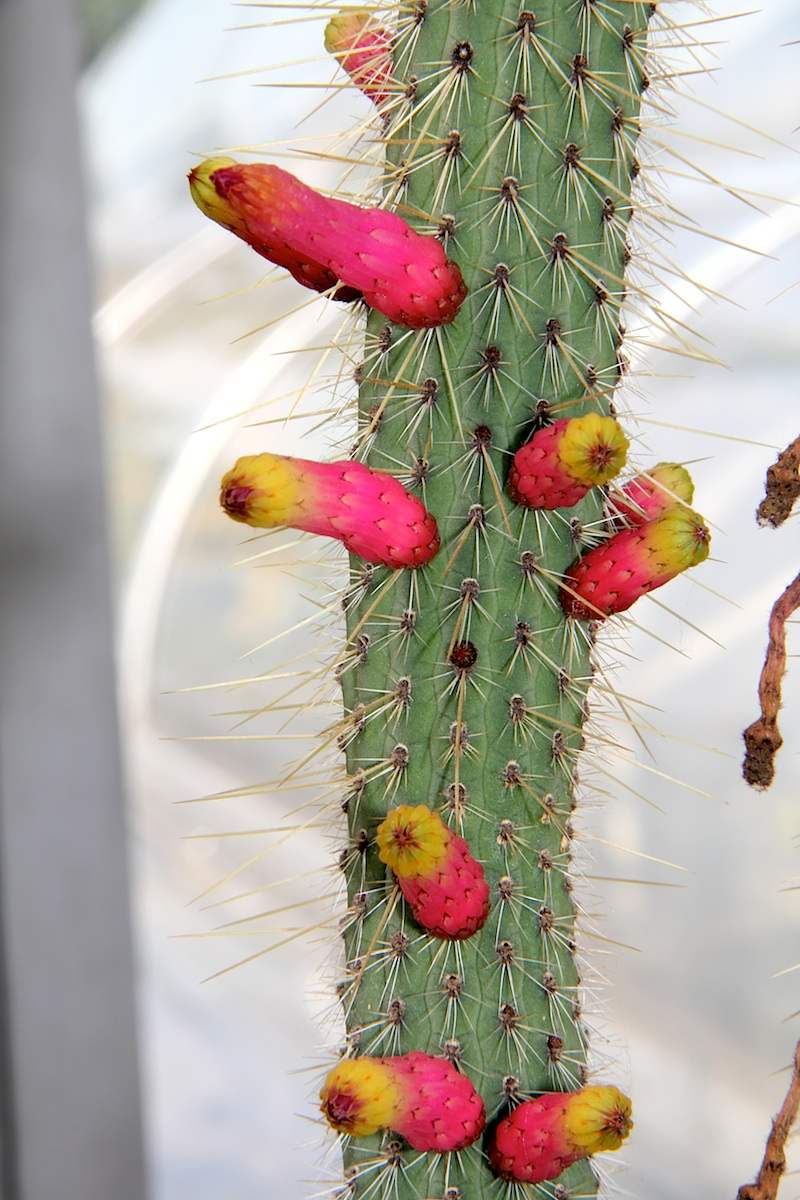
Detalle de las flores

Cleistocactus candelilla es una especie de cactus columnar que crece como un arbusto con brotes erectos a extendidos que se ramifican desde la base. Alcanza alturas de crecimiento de hasta 1 m (raramente hasta 3 m) y un diámetro de 3 a 5 cm.
Presenta de 11 a 13 costillas que están visiblemente surcadas y sobre las que se asientan las areolas. Tiene de 1 a 4 espinas centrales de color marrón amarillento, son algo aplanadas y miden de 1 a  3 cm de largo. También se distinguen de 13 a 15 espinas radiales de hasta 0,5 cm de largo y son de color marrón claro a gris o marrón amarillento en la parte superior y blanquecinas en la parte inferior.
Las flores son de color rojo púrpura y miden entre 3,5 y 4 cm de largo. Son rectas o ligeramente curvadas, se proyectan más o menos horizontalmente y están cubiertas de pocas escamas y pelos discretos. Además, al igual que la mayoría de las especies del género, las flores apenas se abren. Los frutos son de color rosa salmón claro y alcanzan un diámetro de hasta 1 cm.

## Distribución y hábitat
El área de distribución nativa de esta especie es Bolivia (concretamente en los departamentos bolivianos de Cochabamba, Potosí y Santa Cruz) y crece principalmente en biomas desérticos o de matorrales secos, a altitudes de 1300 a 2600 m sobre el nivel del mar.

## Taxonomía
Cleistocactus candelilla fue descrita por el botánico boliviano Martín Cárdenas Hermosa y publicada por primera vez en la revista científica  Cactus and Succulent Journal 24: 146, f. 92–94 en 1952.
Etimología
- Cleistocactus: nombre genérico que deriva de la combinación de la palabra griega kleistos (que significa 'cerrado'), y cactus (término latino que alude a las plantas del género Cactaceae), haciendo referencias a que son cactus con flores cerradas, ya que en algunas especies apenas se abren y parecen estar cerradas.[6]
- candelilla: epíteto específico que deriva del nombre común local "candelilla", que significa 'vela pequeña', haciendo referencia a las flores tubulares pequeñas y coloridas de la especie.[7]

Sinonimia
- Cleistocactus candelilla subsp. piraymirensis (Cárdenas) Mottram, 2002
- Cleistocactus candelilla var. pojoensis Cárdenas, 1952
- Cleistocactus muyurinensis F.Ritter, 1964
- Cleistocactus piraymirensis Cárdenas, 1961
- Cleistocactus pojoensis (Cárdenas) Backeb., 1959
- Echinopsis candelilla (Cárdenas) Anceschi & Magli, 2013
- Seticleistocactus piraymirensis (Cárdenas) Backeb., 1963

## Estado de conservación
En la Lista Roja de Especies Amenazadas de la UICN, la especie está clasificada como de “Preocupación Menor (LC)”.

## Usos
Se cultiva principalmente como planta ornamental y su propagación se realiza a través de esquejes o semillas.

## Galería

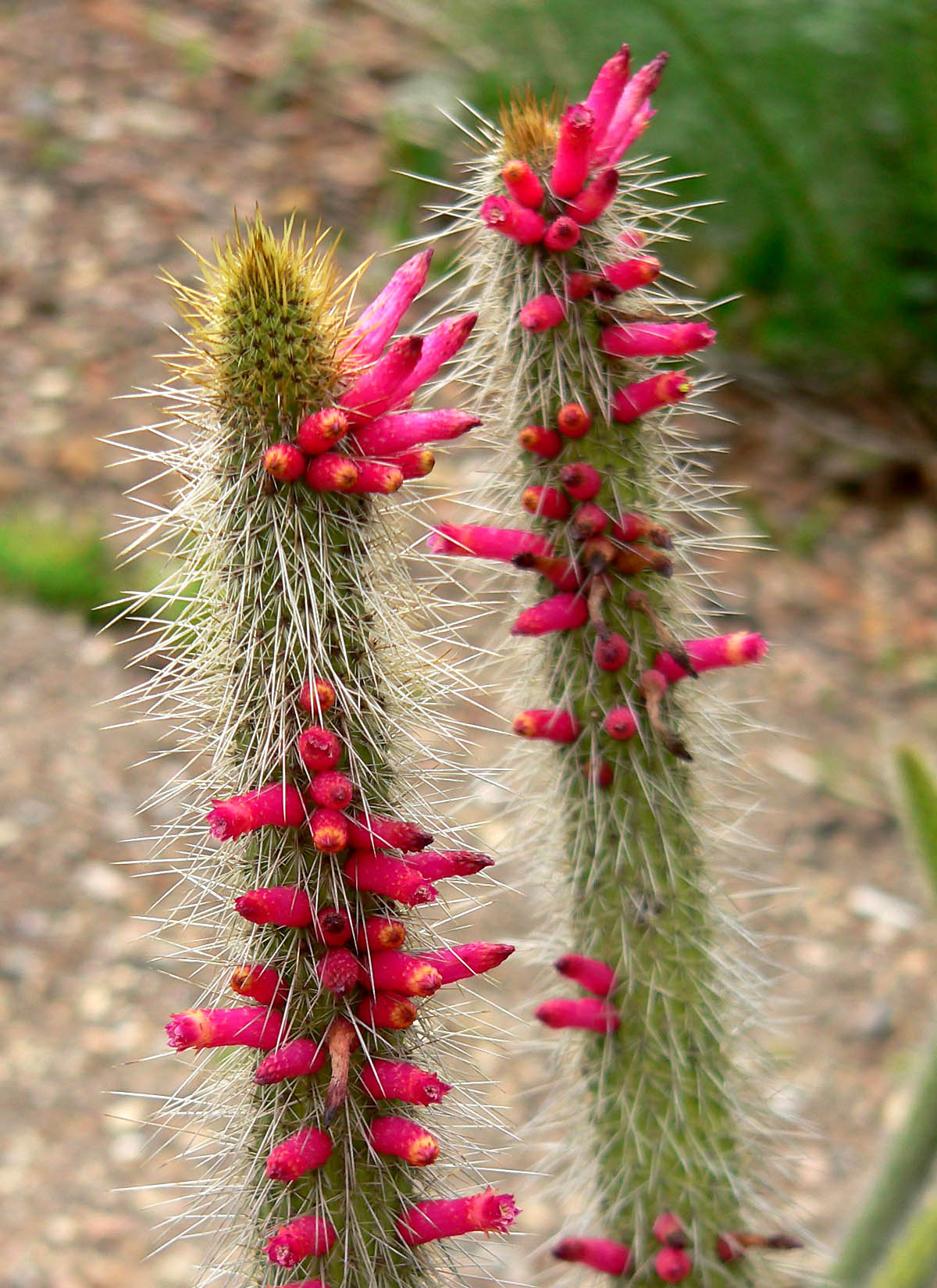
Planta en floración
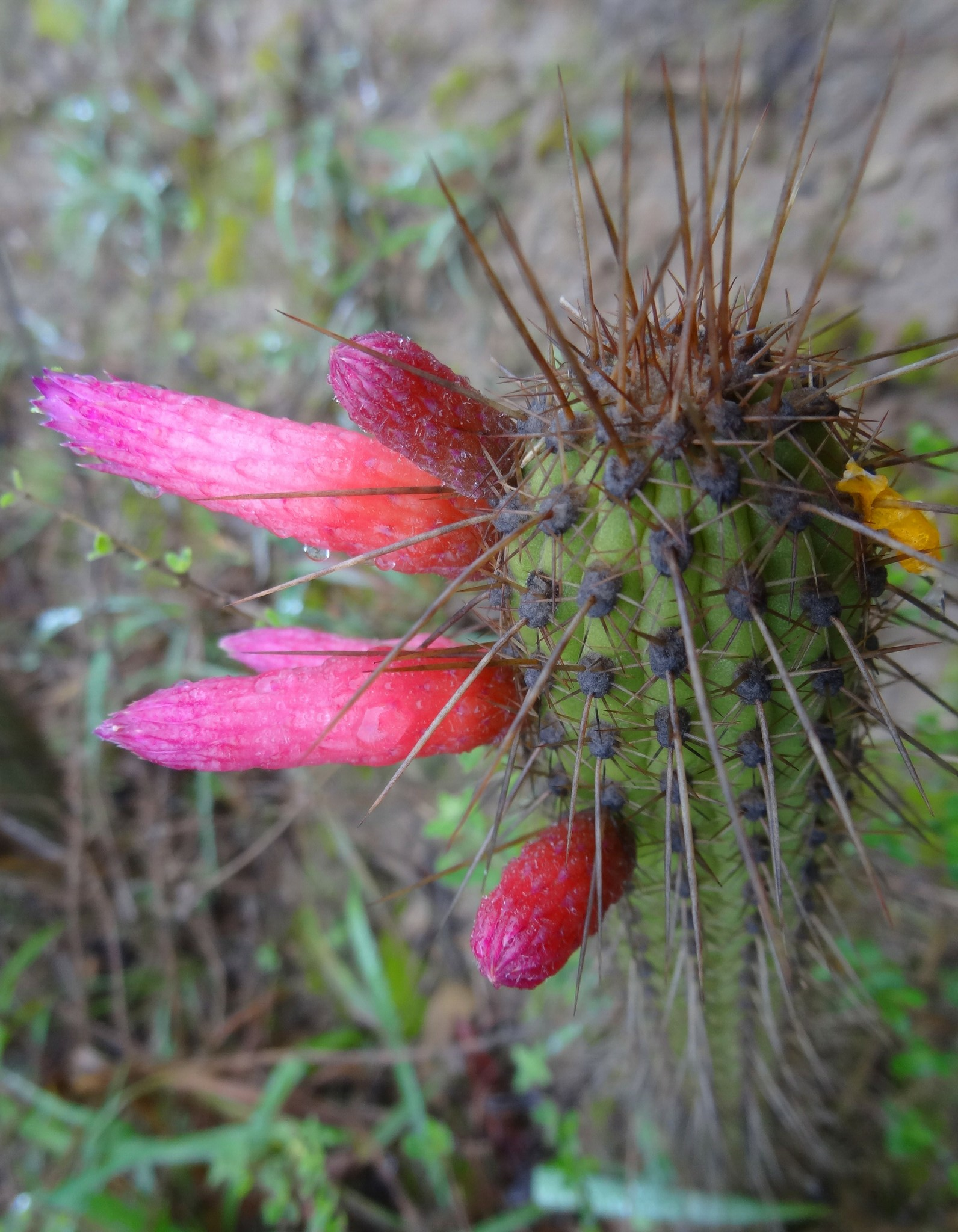
Detalle del ápice
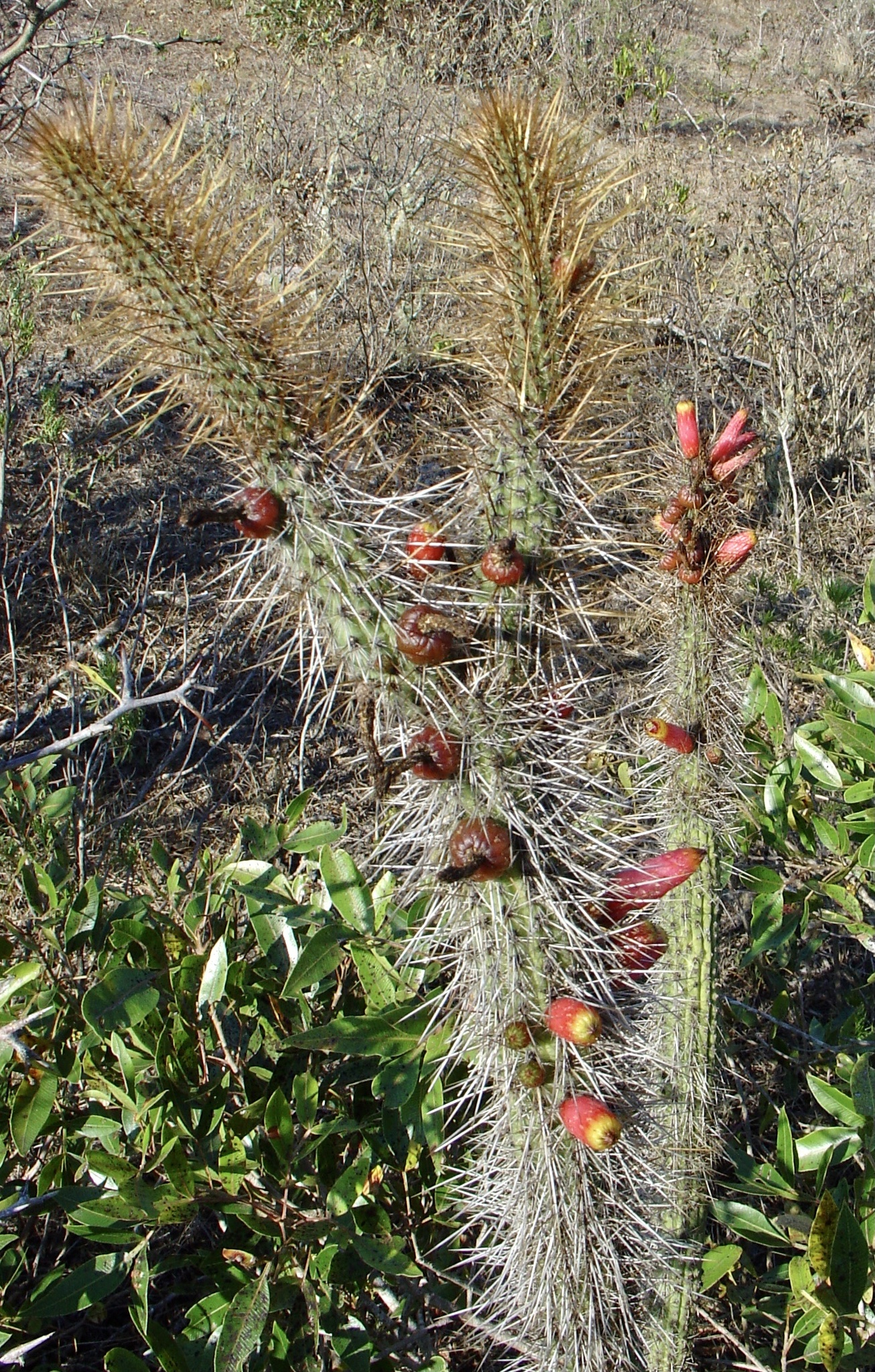
Planta con frutos
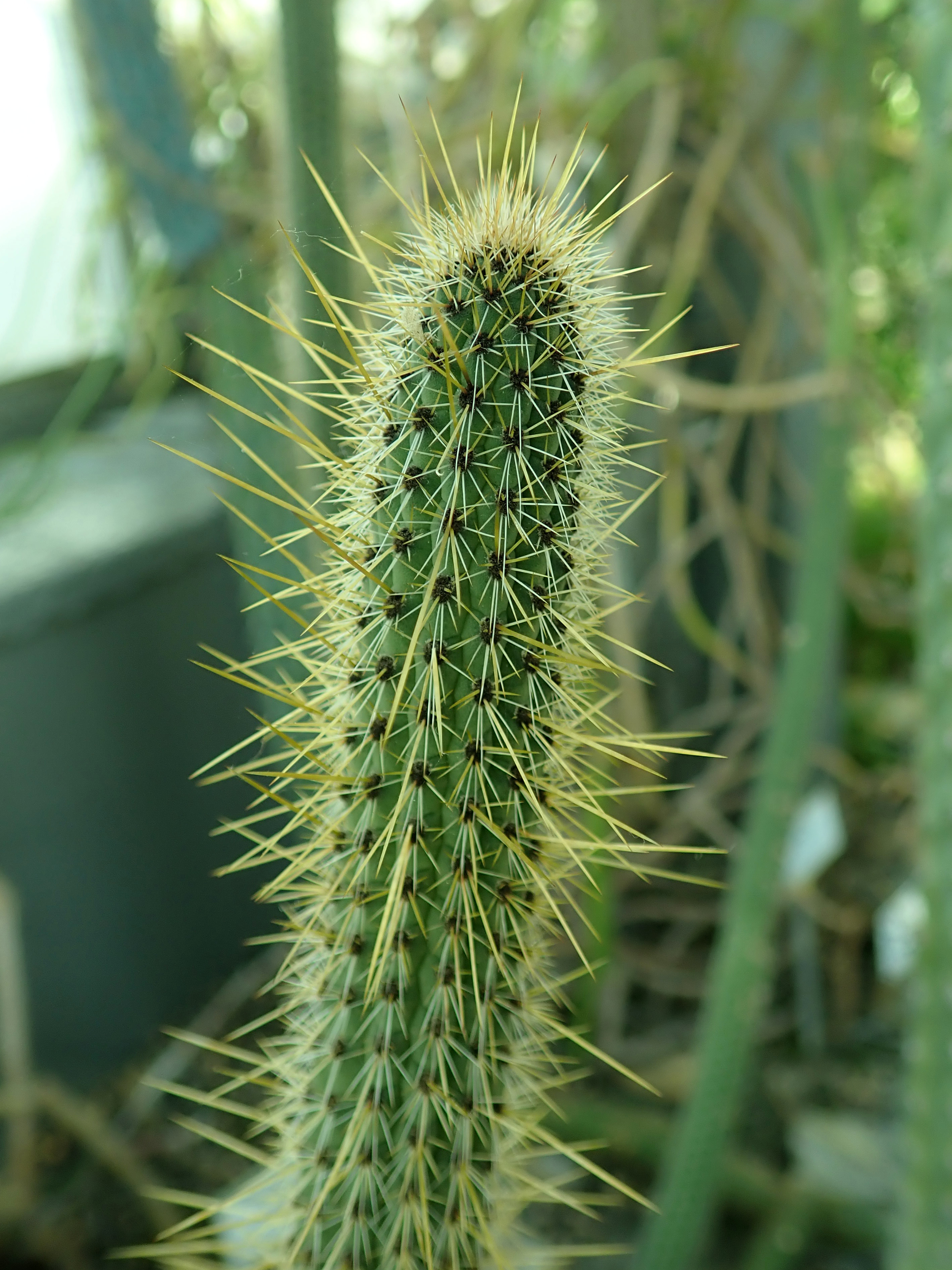
Detalle del tallo
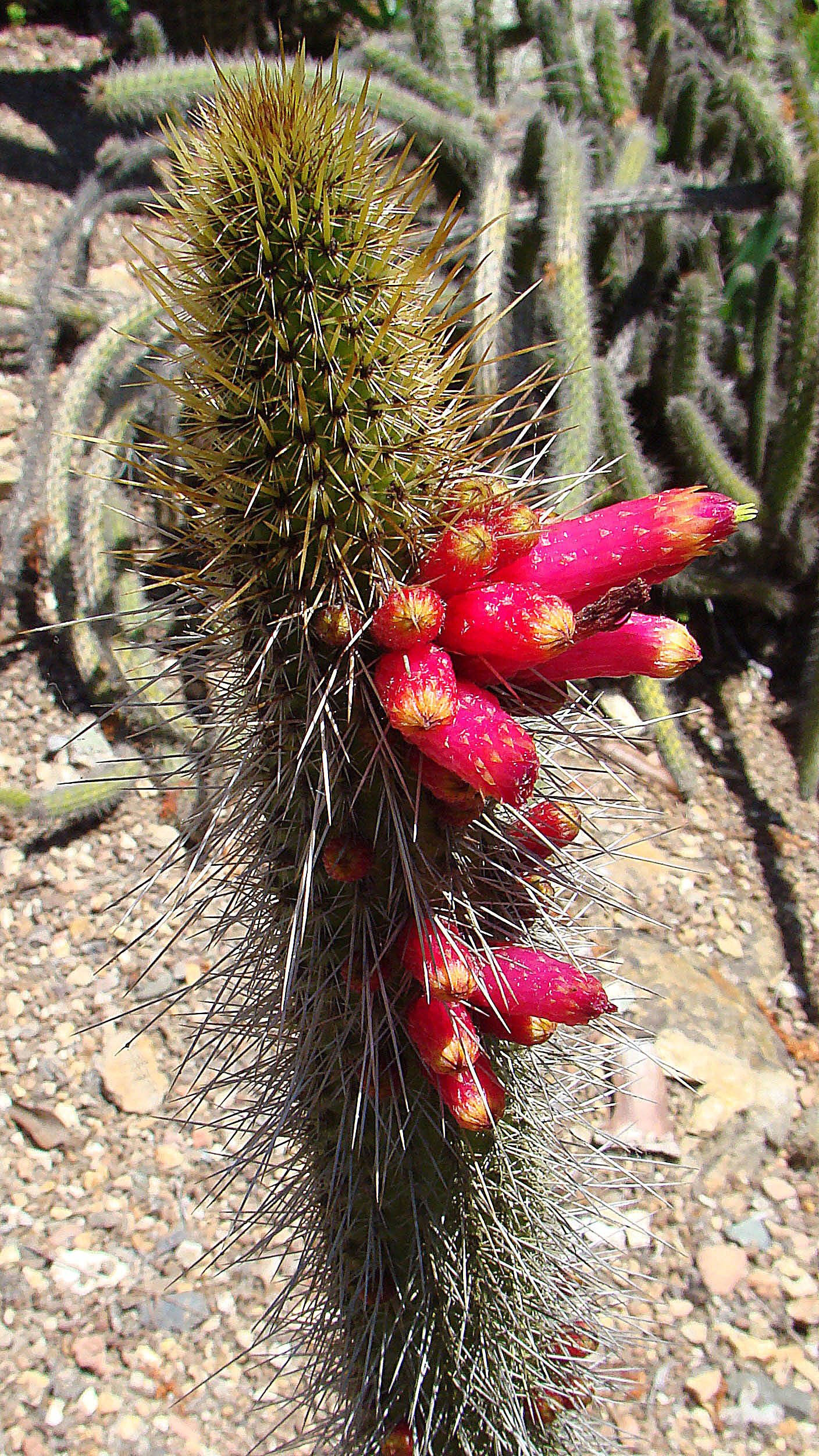
Detalle de las flores